# Jann Gefrey So Tiong
Jann Gefrey So Tiong (* 1. Februar 2002 in Lodi, New Jersey) ist ein philippinischer Eishockeyspieler, der seit 2022 bei Manila Mustangs in der philippinischen Liga spielt.

## Karriere
Jann Gefrey So Tiong begann seiner Karriere bei den Omni Brokers in der Manila Ice Hockey League. 2018 wechselte er in die höherklassige philippinische Eishockeyliga. Nachdem er zunächst für die Philippine Eagles, die Manila Bearcats und Manila Bay Lightning aktiv war, steht er seit 2023 bei den Manila Mustangs auf dem Eis.

### International
Im Juniorenbereich nahm So Tiong mit dem philippinischen Team am IIHF U20 Challenge Cup of Asia 2018, 2019, als der dritte Platz erreicht wurde, und 2022 teil.
Für die philippinische Nationalmannschaft spielte So Tiong erstmals bei den Südostasienspielen 2019, wo der dritte Platz erreicht wurde. Es folgten die Teilnahmen am IIHF Challenge Cup of Asia 2018, als es zur Bronzemedaille reichte, und 2019, als die Mannschaft sich den zweiten Platz erspielte, sowie die Teilnahme an der Weltmeisterschaft 2023 in der Division IV, als er mit seinem Team in die Division III aufstieg.

## Erfolge und Auszeichnungen
- 2018 Bronzemedaille beim IIHF Challenge Cup of Asia
- 2019 Bronzemedaille beim IIHF U20 Challenge Cup of Asia
- 2019 Silbermedaille beim IIHF Challenge Cup of Asia
- 2019 Bronzemedaille bei den Südostasienspielen
- 2023 Aufstieg in die Division III, Gruppe B, bei der Weltmeisterschaft der Division IV